# La evolución de los contratos
La evolución de los contratos corresponde al análisis histórico del contrato. El derecho es un fenómeno social, que desde la época romana con el surgimiento de los contratos en el Corpus Iuris Civilis de Justiniano, con el cual en este  tiempo es parte de las legislaciones del  Civil Law, así como el Digesto donde  en uno de sus textos atribuidos a Ulpiano, donde cita que hay contrato donde hay cambio de promesas o promesas cambiadas, pero en otro texto se dice, en oposición al primero que hay contrato donde hay cambio de una prestación por una promesa do ut des. Messineo dice que el contrato ha sido un paradigma general abstracto, susceptible  de acoger cualquier contenido.

## Evolución del contrato en Roma
Empezando por las formas primitivas.
En primer término el nexum, es una forma primitiva de la operación de préstamo y afirma que se trataba de una enajenación, pero no de un contrato ya que el derecho del acreedor no resultaba de un acuerdo de voluntades sino de un (damnatio), sujeta a condición, que se expresaba del siguiente modo: “si el deudos no me reembolsa, será damnatus”.
Los contratos verbales que en su lugar a la stipulatio, que constituía un compromiso adquirido por virtud de un juramento ante la divinidad con formas y palabras. La sponsio no concedía un derecho a favor del que con ella se beneficiaba, sino que constreñía  al patrocinador ante la divinidad.
La violación de la promesa tenía carácter de delito religioso.
Los contratos escritos que por su naturaleza formal consistían en una inscripción hecha en el registro( el codex accepti et expensi).
Los contratos  reales son en los cuales la solemnidad o la formalidad, dejan lugar, como elementos esenciales, a la entrega de la cosa. Consecuencia del acuerdo de voluntades.
Los contratos reales constituyen, un paso adelante en la evolución del derecho. La solemnidad queda sustituida por la entrega de la cosa y además, el consentimiento que acompaña a esa entrega, por sí mismo acción al acreedor para exigir su restitución.
Los contratos consensuales venta, arrendamiento, mandato, constituyen antítesis del antiguo contrato formal.
El consentimiento opera en estos contratos de tal modo que bastara que se establezca sobre la cosa y el precio para que surja la obligación, aun cuando esta puede quedar aplazada o condicionada a la voluntad de las partes.
Los contratos innominados, desde la época de Justiniano se les concede la acción prescriptis verbis, características de las obligaciones de  dar y de hacer. Su origen puede encontrarse Labeon quien los inventa por los casos en que realmente existía un contrato. Para que haya un contrato innominado, se señala que debe haber un acuerdo sinalagmático, que una de las partes haya cumplido su prestación. Su efecto principal es el de dar nacimiento personal de cumplimiento.
Los pactos se les conocen como generadores de acciones personales y aparecen primero, como agregados a los contratos. Después surgen los pactos pretorianos y finalmente los legítimos, que tienen su origen en las constituciones imperiales.
En el estudio de la esencia del contrato Romano es importante hacer clasificaciones  y evolución de los contratos romanos, pero sobre todo  se debe tener en cuenta que los contratos surgen  por la necesidad de dar una certeza jurídica, la creación de los contratos escritos y verbales, prueba de su eficacia es que los siglo siguientes se caracterizaran porque en ellos la meta de los juristas es interpretar el derecho Romano para aplicarlo y que aun  muchos de los códigos conservan el sistema Romano.

## La evolución del derecho en Francia y Alemania
A partir del siglo XI la época feudal, en el territorio Francés, se expresa jurídicamente por medio del derecho romano y del derecho consuetudinario.
En Alemania, la recepción del derecho romano, el pandectismo ocupa a los juristas hasta el siglo XVIII. Surge una corriente contraria al derecho romano, representada por las escuelas germanistas ius naturalistas.
Las costumbres francesas y el   pandectismo alemán no tienen para el derecho la trascendencia que alcanzan las obras jurídicas españolas de la ALTA EDAD MEDIA.
El fuero Juzgo que fue una de las primeras obras romano- española tuvo gran importancia en la creación de las posteriores obras trascendentales en el derecho. Las posteriores obras trascendentales en el derecho. Las partidas, el Fuero Real, de gran influencia germana que recoge el derecho castellano. Las siete partidas deben su nombre al número de libros que la componen de ahí que se destinan al derecho civil, las partidas cuarta, quinta y sexta. Estas marcan un rumbo distinto a sus precedentes inmediatos. En primer término, ya se cita la palabra “contrato”, en segundo lugar trata de los principales aspectos que podría ser actualmente teoría general de los contratos, reconocen más el valor de la voluntad, más vigor en la regulación del consentimiento.
Para la evolución del  derecho en la Edad Media constituye el ambiente propicio para que surja de ahí tres fenómenos principales que lo determinan:
- La investigación de las fuentes romanas
- El desarrollo del derecho  se señale canónico
- El desarrollo del comercio

El primer fenómeno determina que el derecho romano, sea estudiado en primer término, como materia de especulación por los glosadores y apoyo a nuevas doctrinas por los postglosadores. Logrando sin duda y legando trabajos extraordinarios sobre conflictos de leyes, sobre la validez de los pactos en Derecho Mercantil.
En la Baja Edad Media, surge el conflicto que con el tiempo se caracteriza al derecho francés anterior al código Napoleónico, entre el derecho romano y el consuetudinario. Existe un paralelismo entre el desarrollo del contrato en el derecho romano y su desarrollo en la Edad Media.
Hay una época primitiva que acoge el sistema verbal solemne; una época de transición en la que las necesidades económicas exigen el contrato real, y finalmente una tercera etapa en la que el consensualismo empieza a imponerse para ir lugar a una forma de creer obligaciones y derechos.

## La Edad Moderna
Se caracteriza porque corresponde a la formulación de las nacionalidades y a la creación de un estado absoluto cuyo principal exponente, sería el Rey Sol, Luis XIV de Francia. En el orden económico la Edad Moderna asiste al auge singular del comercio que ya apuntaba en la Baja Edad Media, con una importante tendencia a favorecer las transiciones mercantiles, mediante técnicas adecuadas para facilitar la circulación de la moneda y el incremento del crédito.
La Edad Moderna se caracteriza por el predominio de la actividad compiladora sobre el derecho consuetudinario y como consecuencia, del derecho escrito sobre el no escrito. Las recopilaciones suelen tener carácter oficial y las distingue, como nota especial que los materiales que las integran conservan su fisonomía particular de acuerdo con la época en que fueron dictados, lo que determina que se produzca textos sin informidad.
En Francia y Alemania la labor legislativa es escasa e intrascendente. Las ordenanzas francesas de Colbert del siglo XVIII, se refieren principalmente al procedimiento civil y criminal. Alemania fue aún más pobre en el terreno legislativo la labor de los juristas germanos se dirigió más bien a la exposición y transformación del derecho para el uso práctico inmediato . Con notable influencia de los post glosadores y en especial en Bartolo y Baldo. Fue fundamentalmente, una labor jurisprudencial que combina elementos romanos y germánicos para crear el llamado usus modernus pandectarum que aparece formando totalmente en la mitad del siglo XVIII. Francia y Alemania se distinguían, por la labor doctrinal realizada en este periodo.

## La regularización del contrato en el código napoleónico
La materia de contratos queda incluida en el Libro Tercero “ De los contratos o las obligaciones convencionales en general”
Donde dice el artículo 101 “ El contrato es un convenio por medio del cual una o diversas personas se obligan hacia otra o varias personas a dar , a hacer , o no hacer alguna cosa.
El derecho, con ser un signo de progreso de los pueblos, no está tan hecho, al menos en los países de derecho escrito, a una adaptación a las circunstancias del momento como lo pueden estar las reglas de la economía.
El derecho francés pese a que conserva un sistema  de servidumbres urbanas que obligó al alimentado, a la conservación de fachadas. Con relación al contrato, la intervención del Estado es igualmente decisiva .

## El derecho italiano
El Código Civil italiano mantiene, el principio de la autonomía de la voluntad que consagraba su predecesor que este tomo del Código Civil Francés .
La libertad contractual tiene señalados límites diversos tales son, los casos en que uno solo de los contratantes formula el contrato, sin que el otro pueda concurrir a su determinación, puede ser de orden prohibitivo:
1. La prohibición de incluir en un contrato cláusulas que limiten la responsabilidad patrimonial, en los casos de culpa o dolo.
2. Las partes puedan determinar y concluir contrato que no pertenezca a los tipos que tienen una disciplina particular, con tal que vaya dirigidos a realizar intereses merecedores de tutela según el ordenamiento jurídico.

La libertad contractual tiene señalados límites diversos tales, como el primer término, los casos en que uno solo de los contratantes formula el contrato deba respetar las normas legales, imperativas las normas corporativas y las de la economía planificada.

## El código civil en México
En la evolución jurídica de México, puede marcarse una línea divisoria entre el sistema liberal, desde la independencia, de no ir a influencia francesa, que tendría sus movimientos jurídico en el Constitución.
Tres son las instituciones que reflejan las nuevas tendencias del código Civil de 1928, a saber: la propiedad, la responsabilidad y el contrato
La regulación del contrato como fuente general de las obligaciones, como acto jurídico típico que adopta el Código Civil en vigor para el Distrito Federal, no difiere sino en detalles de escasa trascendencia, de la establecida en el Código anterior, se mantiene por lo tanto, la orientación y generalmente el mismo texto anterior.
Se puede encontrar los matices de la tendencia social, aun cuando no sea tan radical la reforma como en el caso de la propiedad y de la responsabilidad. Los contratos típicos que acusan a esta corriente son compraventa y arrendamiento.
En la legislación para el Distrito Federal del Código Civil Vigente regula los contratos de: 
- Permuta
- Promesa
- Compraventa
- Donaciones
- Mutuo
- Arrendamiento
- Comodato
- Depósito y secuestro
- Mandato